# HMS Edinburgh (1938)
HMS Edinburgh – brytyjski krążownik lekki z okresu II wojny światowej, główny okręt typu Edinburgh (trzeciej serii Town). Nosił znak taktyczny 16. Służył od 1939, zatopiony w 1942 przez niemieckie torpedy na Morzu Barentsa, z ładunkiem radzieckiego złota na pokładzie.

## Budowa
Krążownik lekki „Edinburgh” był pierwszym z dwóch krążowników trzeciej serii typu Town, określanej jako typ Edinburgh, będących największymi i najsilniejszymi lekkimi krążownikami brytyjskiej marynarki wojennej Royal Navy. Okręt zamówiono 15 sierpnia 1936, w ramach programu z 1936 roku. Stępkę pod budowę położono w stoczni Swan Hunter w Wallsend 30 grudnia 1936, kadłub wodowano 31 marca 1938. Okręt wszedł do służby 3 sierpnia 1939.

## Służba

### Morze Północne i północny Atlantyk 1939–1940
„Edinburgh” wszedł do służby tuż przed wybuchem II wojny światowej i początkowo został przydzielony do 18. Eskadry Krążowników Floty Metropolii (18th Cruiser Squadron Home Fleet) bazując w Scapa Flow. W pierwszym okresie wojny głównie brał udział w patrolach ciężkich okrętów na północno-zachodnich podejściach do Wysp Brytyjskich (NW Approaches), przeciw niemieckim rajderom i żegludze. 1 października został przydzielony od 2. Eskadry Krążowników (w 18. Eskadrze zastąpił go HMS „Suffolk”). W kolejnych miesiącach głównie poszukiwał bezskutecznie z innymi krążownikami niemieckich rajderów na Morzu Północnym. 16 października 1939 został lekko uszkodzony odłamkami podczas niemieckiego nalotu na okręty w bazie Firth of Forth, wyremontowany do końca miesiąca. Zginęły dwie osoby na pokładzie krążownika. Od połowy listopada bazował w estuarium Humber, działając głównie na Morzu Północnym. 23 listopada poszukiwał bezskutecznie z krążownikami HMS „Southampton” i HMS „Aurora” i 3 niszczycielami pancerników „Scharnhorst” i „Gneisenau” po zatopieniu przez nie krążownika pomocniczego HMS Rawalpindi. Od marca do września 1940 znajdował się w remoncie w Newcastle w celu usunięcia stwierdzonej konstrukcyjnej słabości kadłuba skutkującej jego pękaniem za hangarem (nie brał przez to udziału w kampanii norweskiej). Zamontowano wówczas radar Type 279.

### Atlantyk 1940–1941
W październiku 1940 ponownie przydzielony do 18. Eskadry Krążowników, działał następnie na Atlantyku, osłaniając między innymi konwoje między Wielką Brytanią a Freetown, zaczynając od konwoju WS4B w drugiej połowie listopada. 3 stycznia 1941 osłaniał okręty stawiające miny Zagrody Północnej (Northern Barrage, operacja SN6), ponownie 17 lutego (SN7B i SN68A), 11 marca (SN68B) i 6 maja (SN9A). 3 marca z krążownikiem HMS „Nigeria” osłaniał rajd komandosów na Lofoty (operacja Claymore).
W drugiej połowie marca eskortował na Atlantyku konwój WS7. 7 maja z krążownikami HMS „Birmingham” i „Manchester” oraz czterema niszczycielami wziął udział w operacji EB – przechwycenia niemieckiego statku rozpoznania pogodowego WBS-6 „München” w celu zdobycia tablic kodowych do maszyny szyfrującej Enigma.
Od 24 maja „Edinburgh” został skierowany do operacji przeciw niemieckiemu pancernikowi „Bismarck”, lecz nie miał kontaktu z pancernikiem. 28 maja jednakże przechwycił niemiecki łamacz blokady „Lech”, samozatopiony na skutek tego przez załogę. Na przełomie czerwca i lipca eskortował konwój atlantycki WS9B z Clyde do Freetown, po czym powrócił do Scapa Flow. W połowie 1941 „Edinburgh” stał się okrętem flagowym kadm. Syfreta – dowódcy 18. Eskadry Krążowników.

### Morze Śródziemne 1941
W lipcu 1941 „Edinburgh” uczestniczył w składzie zespołu X w bezpośredniej eskorcie konwoju GM-1 sześciu statków z wojskiem i sprzętem z Wielkiej Brytanii na Maltę (operacja Substance). Po minięciu Gibraltaru 21 lipca 1941, konwój stał się obiektem ataków lotnictwa i włoskich kutrów torpedowych. Mimo pewnych strat (zatopiono niszczyciel i transportowiec, kilka okrętów uszkodzono), zespół osiągnął Maltę, po czym powrócił do Gibraltaru 27 lipca. W sierpniu „Edinburgh” eskortował konwój WS11 z Clyde do Freetown i dalej do Kapsztadu.
We wrześniu „Edinburgh” wziął udział w bezpośredniej osłonie kolejnego konwoju z Wielkiej Brytanii na Maltę – operacji Halberd. Od 24 września w składzie zespołu X (krążowniki HMS „Kenya”, „Sheffield”, „Hermione”, „Euryalus”) eskortował statki konwoju na Morzu Śródziemnym, walcząc z lotnictwem państw osi, a następnie eskortował powrotny konwój MG2 z Malty do Gibraltaru, gdzie przybył 30 września. Od października do grudnia działał na północno-zachodnich podejściach Wysp Brytyjskich.

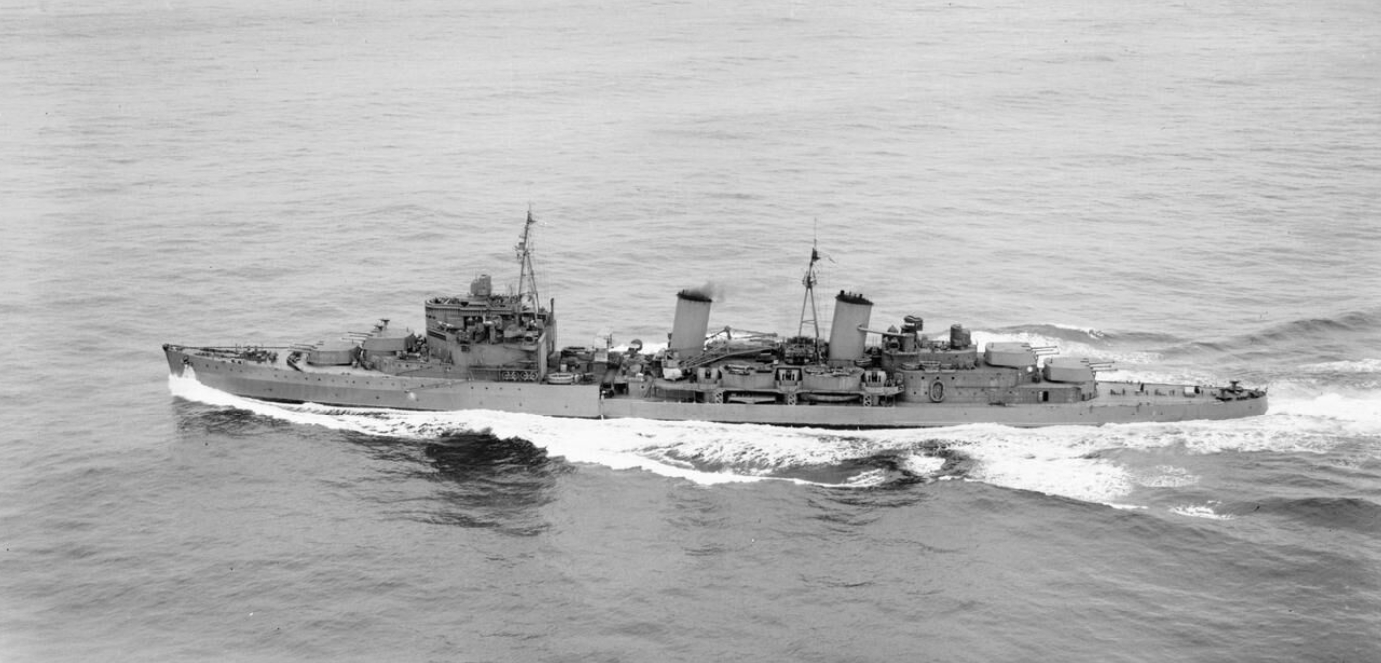
HMS „Edinburgh”

### Konwoje arktyczne 1941-1942
Od 12 grudnia „Edinburgh” z niszczycielami HMS „Echo” i „Escapade” osłaniał konwój arktyczny PQ-6 do ZSRR. 19 grudnia został odłączony w celu osłony statku idącego osobno do Murmańska. 20 grudnia był atakowany przez lotnictwo niemieckie, atak odparto z pomocą lotnictwa radzieckiego. Tego dnia przybył do Murmańska. Od 5 do 9 stycznia 1942 eskortował konwój powrotny QP-4 do Wielkiej Brytanii. Następnie, od 15 stycznia do lutego był remontowany w Tyne. Od 21 marca służył w dalekiej osłonie konwoju PQ-13 i powrotnego QP-9 (m.in. z pancernikami HMS „King George V” i „Duke of York”).
11 kwietnia HMS „Edinburgh” wypłynął z Islandii i dołączył do konwoju PQ-14 jako jego daleka osłona. Wiózł ponadto stalowe płyty do remontu stojącego w porcie Rosta koło Murmańska krążownika HMS „Trinidad”. Po drodze był 17 kwietnia atakowany przez okręt podwodny U-376, ale nieskutecznie. 19 kwietnia dotarł z konwojem do Murmańska. 28 kwietnia wyruszył z powrotem do Wielkiej Brytanii w eskorcie niszczycieli HMS „Forester” i „Foresight”, zabierając ładunek radzieckiego złota, po czym 29 kwietnia dołączył do eskorty konwoju powrotnego QP-11. „Edinburgh” został następnie tego dnia wykryty przez niemiecki okręt podwodny U-456 i trafiony przez niego dwoma torpedami w prawą burtę, z których jedna uderzyła w śródokręcie, a druga urwała mu rufę wraz ze sterem i dwoma śrubami (trzecia torpeda była niecelna). Niesprawna była jedna z rufowych wież artyleryjskich. Podjęto następnie próbę holowania krążownika z powrotem do Murmańska przez niszczyciele HMS „Forester”, następnie „Foresight” i radziecki holownik, lecz holowanie było bardzo wolne i utrudnione przez warunki pogodowe. 2 maja krążownik został zaatakowany przez niemieckie niszczyciele, które wcześniej atakowały konwój QP-11. W walce artyleryjskiej „Edinburgh” ciężko uszkodził niszczyciel „Hermann Schoemann”, samozatopiony następnie przez załogę. Niszczyciel Z24 jednak zdołał trafić „Edinburgh” torpedą w lewą burtę w rejonie hangaru, naprzeciwko poprzedniego trafienia w śródokręcie (według niektórych źródeł, był to Z25). Krążownika nie dało się już uratować i został opuszczony przez załogę i dobity torpedą przez HMS „Foresight”, na pozycji ok. 71°51′N 35°10′E/71,850000 35,166667. 790 osób z 847 załogi przejęły trałowce HMS „Harrier” i „Gossamer”, podczas obu storpedowań zginęło 57 osób.

### Ładunek i jego wydobycie
„Edinburgh” podczas ostatniej podróży przewoził 5,5 t złota, będącego częścią zapłaty ze strony radzieckiej za dostawy Lend-Lease (465 sztabek w 93 skrzynkach, o ówczesnej wartości ok. 2.000.080 funtów szterlingów). Od lat 50. rząd brytyjski planował wydobycie złota z wraku, mimo jego uznania w 1957 za grób wojenny. W końcu, kontrakt przyznano konsorcjum Jessop Marine Recoveries i 15 maja 1981 po krótkich poszukiwaniach statek badawczy „Dammtor” odkrył wrak „Edinburgha” na głębokości 250–260 m. We wrześniu-październiku 1981 wydobyto 431 sztabek o masie 5,13 t i wartości wówczas ok. 44.000.000 funtów szterlingów. 45% złota otrzymało konsorcjum, z pozostałego – 2/3 ZSRR i 1/3 Wielka Brytania. W dniach 4–10 września 1986 brytyjska firma Wharton-Williams wydobyła ponadto 29 sztabek o masie 345 kg i wartości ok. 3 mln funtów, z czego 19 sztabek przekazano ZSRR. Pięć sztab, których wydobycie było nieopłacalne, pozostało jeszcze we wraku.